# طاجيكستان في الألعاب الأولمبية
طاجيسكتان في الألعاب الأولمبية تقوم اللجنة الأولمبية الوطنية لجمهورية طاجيكستان بالإشراف في شؤون مشاركات طاجيكستان في الألعاب الأولمبية، أول مشاركة للسودان في الألعاب الأولمبية كانت في دورة 1996 في أتالانتا في الولايات المتحدة حيث شاركت في السابق مع فريق روسيا القيصرية وثم الإتحاد السوفييتي وثم الفريق الأولمبي الموحد في دورة 1992 ،وقد تمكنت طاجكستان من الفوز ب3 ميداليات وهي ميدالية فضية واحدة وميداليتان برونزيتان.